# Нева (шлюп)

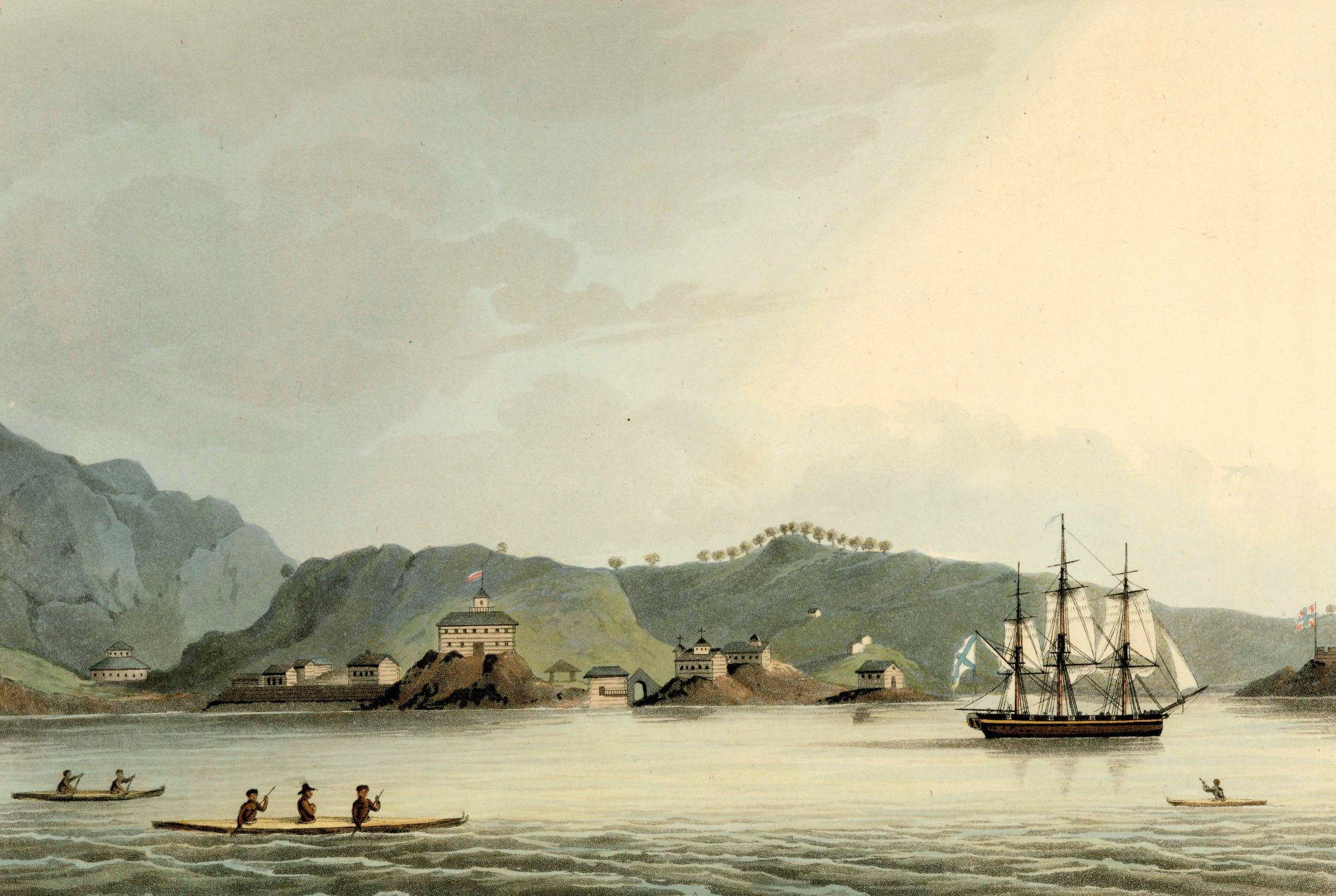
Шлюп «Нева»

«Нева» — шлюп (трищоглове вітрильне судно), що під командуванням нащадка української козацької старшини Юрія Федоровича Лисянського, уродженця міста Ніжина, брав участь в навколосвітньому плаванні Крузенштерна-Лисянського 1803-1806 рр. Іншим кораблем експедиції був шлюп «Надєжда», яким командував естляндський німець Адам Іоганн (Іван Федорович) фон Крузенштерн.

## Історія
Шлюп «Нева» збудований 1800 року на королівській верфі Розерхайз (Лондон) корабельним майстром Пітером Еверіттом Местейєром (Peter Everitt Mestaer). Первісна назва – «Темза» («Thamse»). 1802 року був куплений Ю.Ф. Лисянським в Англії спеціально для експедиції і 5 червня 1803 року прибув в Кронштадт. Перейменований на «Неву». Навколосвітня експедиція Крузенштерна-Лисянського вийшла з Кронштадту 26 липня 1803 року. «Нева» водотоннажністю 370 тонн вийшла в похід, маючи на борту 48 чоловік екіпажу. 14 листопада 1803 року шлюп уперше в історії Російського флоту перетнув екватор. Корабель зіграв ключову роль в російсько-індіанській війні при облозі Новоархангельська (о. Сітка, Аляска), де врятував частину росіян, розбитих індіанцями-тлінкітами. У Кронштадт «Нева» повернулася 17 серпня 1806 року.

#### Офіцери "Неви" на  час навколосвітнього плавання 1803-1806 рр.
капітан - капітан-лейтенант Юрій Федорович Лисянський, в майбутньому капітан 1-го рангу
лейтенанти
Павло Петрович Арбузов, з дворян Псковської губернії, в майбутньому капітан 1-го рангу
Петро Васильович Повалішин, з дворян Рязанської губернії, в майбутньому капітан 2-го рангу
мічмани
Федор Коведяєв
Василь Миколайович Берг (Берх), з остзейських дворян (Ліфляндія) в майбутньому полковник
У червні 1807 року шлюп "Нева" першим з російських кораблів відвідав Австралію.  9 січня 1813 року "Нева" налетіла на скелі та потонула біля острова Крузова на Алясці. Частина екіпажу загинула. Ті, хто вцілів, дісталися берега та у важких умовах перебули зиму 1813 року.

## Пам'ять
- У 1957 на згадку про відвідини Австралії Австралійське воєнно-історичне товариство (англ. Military Historical Society of Australia) випустило пам'ятну медаль, приурочену до 150-річчя першого візиту російських моряків в Австралію[3].
- У 1993 році випущена серія пам'ятних монет «Перша російська навколосвітня подорож».